# Wies (voornaam)
De voornaam Wies komt voor als jongensnaam of meisjesnaam. De naam is een verkorte vorm van Louis(e), de Franse vorm van Lodewijk. De jongensnaam kan ook zijn afgeleid van Aloys.

## Naamdragers
- Wies Andersen (1936–2023), Vlaams acteur, tv-presentator en regisseur
- Wies de Bles (1941), Nederlands beeldhouwster en omgevingskunstenaar
- Wies Bloemen (1956?), Nederlands danser, choreograaf en regisseur
- Wies borre, (1949–2020), Belgisch schrijver en dichter
- Wiesje Bouwmeester (1909–1979), Nederlands (hoorspel)actrice en cabaretière
- Wies van Dongen (1931–2022), Nederlands wielrenner en vader van
- Wies van Dongen (1957), Nederlands wielrenner
- Wies van Groningen (1929–2022), Nederlands schrijfster
- Wies Meertens (1915–1991), Nederlands fotografe
- Wies Moens (1898–1982), Vlaams letterkundige, actief binnen de Vlaamse Beweging
- Wies Pée (1911–1990), Belgisch componist, organist en muziekpedagoog
- Wies Smals (1939–1983), Nederlands bibliothecaresse, museummedewerkster en galeriehoudster
- Wies Stael-Merkx (1926–2012), Nederlands katholiek activiste